# Tygert Burton Pennington

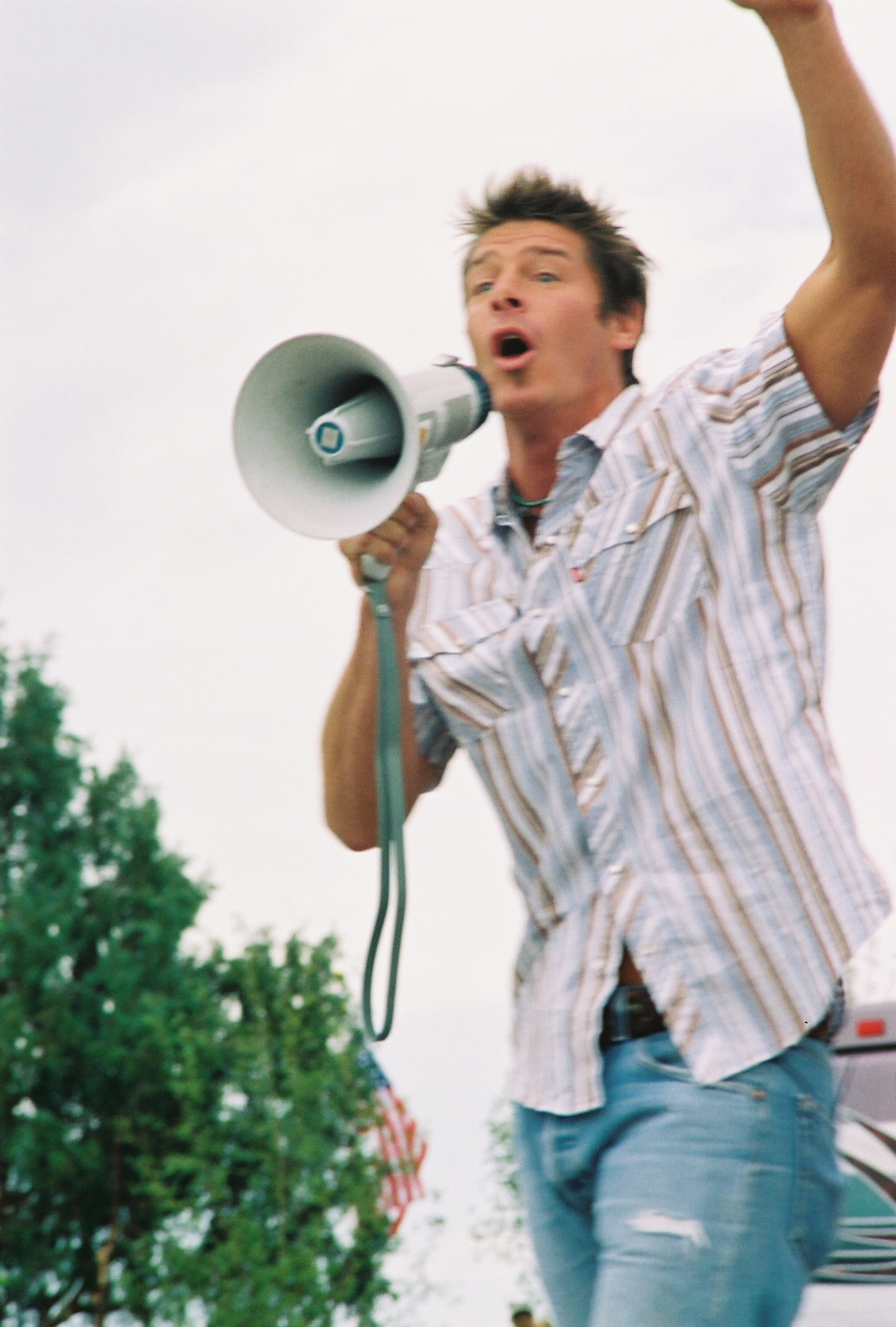
Ty Pennington

Gary Tygert „Ty“ Pennington (* 19. Oktober 1965 in Atlanta, Georgia) ist ein amerikanischer Fernsehmoderator, Model und Zimmermann. Bekannt wurde er als Moderator der Sendung Extreme Makeover: Home Edition, die in Deutschland unter dem Titel Das Hausbau-Kommando auf DMAX ausgestrahlt wird.

## Biografie
Ty Pennington wurde als zweiter Sohn der Psychologin Yvonne Burton geboren. Von Penningtons Vater trennte sie sich als Ty und sein älterer Bruder Wynn noch sehr jung waren und lebte mehrere Jahre als Alleinerziehende, bevor sie sich zu einer Heirat mit ihrem neuen Lebensgefährten entschloss. Ihr neuer Mann adoptierte beide Jungen und gab ihnen den Nachnamen Pennington. Pennington wuchs in Atlanta, vormals in Marietta, Georgia, auf. Ty Pennington war ein widerspenstiges Kind, welches massive Probleme hatte die Schulzeit durchzuziehen. In einem Interview für E! Network erzählte er: „Als Kind zog ich mich nackt aus und schwang an der Jalousien im Klassenraum.“ Er war hyperaktiv und erst im Alter von 17 Jahren diagnostizierte seine Mutter ADHS bei ihm. Sie und Penningtons Kinderarzt waren lange Zeit gegen den Einsatz von Ritalin, so dass eine erste Medikation erst im Alter von 19 Jahren erfolgte. Zuvor wurde ein System mit unstetem Erfolg eingesetzt.
Er ist Sprecher der Organisation „ADHS Experten auf Abruf“ und hält seinen Zustand mit Vyvanse aufrecht. Seine Mutter, Yvonne Pennington, ist Psychologin und hat sich auf die Behandlung von ADHS und klinischen Depressionen spezialisiert. Sie lehrt andere Eltern wie sie ein ADHS Kind mit oder ohne Medikation aufziehen können.
Er erlernte früh den Umgang mit Holz. Sein Interesse für Heimwerken entbrannte, als er und diverse Nachbarskinder ein dreistöckiges Baumhaus in der Nachbarschaft errichteten, welches von Pennington entworfen wurde. Ab diesem Zeitpunkt brachte er sich selbst das Heimwerken und Zimmern bei.
Nach dem Besuch der High School in Sprayberry Marietta, Georgia besuchte er die Kennesaw State University, wo er im Grundkurs Grafik-Design seinen Abschluss von der Atlanta College of Art erhielt.
Während seines letzten Semesters wurde Pennington von einem Model-Scout angesprochen und begann bald eine lukrative Karriere in diesem Bereich. Er reiste um die Welt und erhielt Druckaufträge für J. Crew, Swatch und Sprite, und trat in Fernseh-Spots für Diet Coke, Levi’s, Macy’s und unter anderem Bayer auf. Während seines Jobs als Model war er weltweit aktiv, bevor er sich in Japan, Thailand, Italien und Deutschland niederließ.
Pennington ließ seine handwerklichen Fähigkeiten und seinen Sinn für Design in einer Karriere als Bühnenbildner für die Unterhaltungsindustrie einfließen. Unter anderem war er an dem hochgelobten Film Leaving Las Vegas von 1995 beteiligt. Allerdings kam sein beruflicher Durchbruch durch The Learning Channel 's (jetzt einfach als TLC bekannt) der die innovative Hit-Show "Trading Spaces" ausstrahlte. Er wurde während der vier Jahre als spielerischer Designer und Zimmermann der Show schnell für seinen eigenwilligen Sinn für Humor und kreativen Stil bekannt. Ty hat ebenso Schauspieltalent. 2003 verkörperte er Wilbur Wright in dem Independent-Streifen The Adventures of Ociee Nash. 2004 tauchte er in der TV-Serie Wild Card auf. Dem folgte ein Videoauftritt in I’m Gone des Countrymusikers Cyndi Thomson.
Als ABC die Entwicklung einer Show begann, in der Häuser von bedürftigen Familien in 7 Tagen oder weniger verwandelt werden sollten, wurde Pennington als Chef des 8-Personen-Teams auserwählt. Extreme Makeover: Home Edition, hier bekannt als Das Hausbau-Kommando, sollte ursprünglich nur ein 13-teiliges Special bleiben. Doch die Sendung wurde zum absoluten Hit und Pennington war endgültig im Mainstream angekommen. Dies führte zu einem Zusatzvertrag mit Sears, die die Show sponsern. Pennington ließ sich während der Arbeit beim Hausbaukommando auch nicht von Muskelzerrungen, Hitzschlag und Lebensmittelvergiftung abhalten und setzte alles daran um seinen Job zu Ende bringen zu können. Im Januar 2005, während der Arbeit für Das Hausbaukommando in seiner Heimatstadt Atlanta, unterzog sich Pennington einer Notfalloperation wegen einer Blinddarmentzündung und nahm trotzdem die Episode auf. In der 7. Staffel als Moderator und Designer arbeitete Pennington 240–260 Tage im Jahr an der Show und behauptete, dass dies der beste Job der Welt sei.
Vor seiner Partnerschaft mit Sears war Pennington Geschäftsführer und Designer seiner Firma Furniture Unlimited, die ihren Sitz in Atlanta und Los Angeles hat. Er verleiht auch seinen Namen an Sears, die mit ihrem eigenen Design-Team eine eigene Ty Pennington Style Linie geschaffen haben. Dazu zählen Bettwäsche, Tisch-Artikel, Bad Accessoires, Möbel, Gartenmöbel und verschiedene andere Wohngegenstände. Zusätzlich zu seiner Beteiligung an Design, Marketing-Aktionen und Public relations Aktivitäten für Sears ist Ty auch für die Sears American Dream Kampagne aktiv.
Pennington veröffentlichte ein eigenes Buch: Ty’s Tricks: Home Repair Secrets Plus Cheap and Easy Projects to Transform Any Room (2003). Ein do-it-yourself Ratgeber für Heimwerker. Am 15. Mai 2007 veröffentlichte er die Erstausgabe seines vierteljährlich erscheinenden Magazines Ty Pennington at Home. Das Magazin bietet seinen Fans und begeisterten Innenarchitekten einen Einblick in seine Werke, als auch in sein engagiertes Leben. Es werden Techniken der Innenarchitektur beschrieben, aber auch verschiedene Aspekte von Design und Heimreparatur berücksichtigt.
Penningtons eigene Ratgeberartikel beinhalten Do’s and Don’ts, Auswahl von Werkzeugen, Vorgehensweise zum Bau von eigenen Möbeln und Vergleiche zwischen glamourösen Einrichtungen und identischen kostengünstigen Dekorauswahlen.
Andere Artikel erhalten Informationen über ökologische Dekorartikel, die letzten elektrischen Gadgets um das Leben zu vereinfachen und viele Möglichkeiten für Familientreffen und gesellschaftliche Zusammenkünfte.
Ein populäres Feature ist die Diskussion zwischen Pennington und mehreren Wohltätigkeitsorganisationen über seine Beteiligung. Zum Beispiel besuchte er Hawaii und stolperte über AccessSurfHawaii, was eine Gruppe von Freiwilligen ist, die Kinder mit Behinderungen surfen und andere Wassersportarten beibringen. Pennington blieb den Tag dort und surfte mit den Freiwilligen und ihren Kindern. Danach näherte er sich dem Gründer Mark Marble und sagte: „Ich habe Hawaii sechsmal besucht und das ist das erste Mal, dass ich die wahre Bedeutung von Aloha verstanden habe“.
Er half auch Bayer Asprin, für die er ein begeisterter Sprecher ist, ihren ersten Wonders of the Heart Wettbewerb zu starten. Der erste Preisträger wurde im Sommer 2007 ernannt. Des Weiteren nahm er an einem Promi Fußballspiel teil, welches vom olympischen Goldmedaillenträger Mia Hamm veranstaltet wurde. Von der Spendenaktion profitierte die Station Knochentransplantation des Los Angeles Kinderkrankenhaus.
Pennington hat schon Touren zu mehreren Hollywood-Immobilien und Arbeitsstätten veranstaltet. Dazu gehörten unter anderem seine eigene Immobilie, die von Extreme Makeover: Home Edition Designer Michael Maloney, Schauspielerin Constance Zimmer und TV-Talkmaster und Koch Rachel Ray. Er macht auch Führungen zu Projekten, die er an andere Promis abgegeben hat, z. B. Mark Stines, Extra Co-Moderatorin Dayna Devon (mit Hilfe durch Michael Maloney und Co-Moderatoren Kelly Rippa).
Er veranstaltete mehrere „Behind the Scenes“ Touren von Extreme Makeover: Home Edition, wo er seine Arbeit und die Arbeit des Teams und der Produktionscrew zeigte, die während der 7 Tage Verwandlung der Leben und Häuser anfällt.
Derzeit wohnt Pennington in Venice (Los Angeles).